# LWL-Museum in der Kaiserpfalz
Das LWL-Museum in der Kaiserpfalz befindet sich in der ostwestfälischen Stadt Paderborn in Nordrhein-Westfalen in unmittelbarer Nähe des Doms und stellt Funde aus karolingischer, ottonischer sowie sächsischer Zeit vor. Es befindet sich an der Stelle, an der man 1964 bei Bauarbeiten die Grundmauern der Pfalz Paderborn aus dem 8. Jahrhundert und einer späteren Anlage aus der Zeit Heinrichs II. gefunden hat. Sie sind Teil der heutigen Bausubstanz und lassen sich im Mauerwerk des Museums noch sehr gut nachvollziehen. Direkt neben dem heutigen Museum fand man 1964 auch die Kaiserpfalz Karls des Großen. Der Umriss dieser Anlage ist heute nur noch durch die rekonstruierten Grundmauern zu erkennen. Träger des Landesmuseums ist der Landschaftsverband Westfalen-Lippe. Das Gebäude gehört dem Metropolitankapitel und wird mietzinsfrei an den Träger des Museums vermietet.

## Sonderausstellungen
- 1999: Karolinger-Ausstellung (300.000 Besucher)
- 2006: Canossa-Ausstellung (150.000 Besucher)
- 2009/2010: Für Königtum und Himmelreich – 1000 Jahre Bischof Meinwerk von Paderborn
- 2010: Von Kirchenbauern und frommen Frauen – Neue Ausgrabungen an der Gaukirche
- 2010/2011: Auf dem Weg zur Stadt. Neue Ausgrabungen am Hellweg in der Heiersstraße
- 2011: Schätze des Mittelalters – Schmuck aus dem Staatlichen Archäologischen Museum Warschau
- 2013: Credo – Christianisierung Europas im Mittelalter
- 2019: Lost Places – Vergessene Siedlungen im Paderborner Osten
- 2020: Leben am Toten Meer. Archäologie aus dem Heiligen Land
- 2022: Stein auf Stein – Großkirchen im Miniaturformat

Es gibt außerdem in regelmäßigen Abständen Foyerausstellungen zu den aktuellen archäologischen Erkenntnissen der Stadtarchäologie Paderborns.

## Leitung
Bis 2007 war Matthias Wemhoff Direktor des Museums, sein Nachfolger seit 2007 ist Martin Kroker.

## Diskussion über Schließung
2010 wurde angekündigt, dass das LWL-Museum in der Kaiserpfalz, welches seit 1978 vom Landschaftsverband Westfalen-Lippe betrieben wird, aufgrund von Sparmaßnahmen geschlossen werden sollte. Zunächst sollte ein laufender Fünfjahresvertrag zwischen dem Metropolitankapitel und dem LWL nur bis 2015 gelten. Vom Vertrag gedeckt wurden 2,5 Stellen vom LWL und 10 Teilzeitkräfte vom Metropolitankapitel. An das Museum ist die Paderborner Stadtarchäologie angegliedert.
Im November 2011 wurde zwischen dem Landschaftsverband und der Stadt Paderborn eine Lösung erreicht, die das Museum bis 2020 sichert. Die Vereinbarung wurde 2018 bis 2025 verlängert.